# Julius Espat
Julius Espat – belizeński polityk, członek Zjednoczonej Partii Ludowej, poseł z okręgu Cayo South.

## Życiorys
Związał się z chadecką Zjednoczoną Partią Ludową i z jej ramienia kandydował do parlamentu.
7 marca 2012 został członkiem Izby Reprezentantów z okręgu Cayo South, w którym pokonał w wyborach przedstawiciela UDP: Ramona Francisco Witza, zdobywając 3051 głosów (stosunek głosów: 58,45% do 40,4%). Zjednoczona Partia Ludowa pozostała w tej kadencji w opozycji.